# Мельник Олексій Володимирович
Олексі́й Володи́мирович Ме́льник (* 13 березня 1961, село Врублівці Кам'янець-Подільського району Хмельницької області) — український тренер. Майстер спорту. Тренер збірної команди України з вільної боротьби. Заслужений працівник фізичної культури та спорту України (2004). Батько і тренер олімпійської чемпіонки Ірини Мерлені та багаторазового чемпіона України і заслуженого тренера України Олексія Мельника.

## Біографічні відомості
1983 року закінчив Кам'янець-Подільський педагогічний інститут (нині Кам'янець-Подільський національний університет імені Івана Огієнка).
18 вересня 2004 року надано звання «Заслужений працівник фізичної культури та спорту України» — за вагомий особистий внесок у підготовку та забезпечення високих спортивних досягнень національної збірної команди України на XXVIII Олімпійських іграх в Афінах.